# Pero pelota
Pero pelota là một loài bướm đêm trong họ Geometridae.